# Maritza Rosabal
Maritza Rosabal Peña (La Habana, 12 de enero de 1957) es una historiadora, académica y feminista caboverdiana nacida en Cuba. Fue Ministra de Educación y Ministra de Familia e Inclusión Social de Cabo Verde. Es conocida por promover la igualdad de género y desempeñó un papel principal en la implementación de la Ley contra la Violencia de Género y la creación de la Red Laço Branco.

## Trayectoria
Rosabal nació en La Habana, Cuba. Se licenció en Historia por la Universidad de La Habana. En 1980 se trasladó a Cabo Verde. De 1981 a 1986 fue técnico superior en la Oficina de Estudios y Planificación del Ministerio de Educación, Enseñanza y Formación. Fue ascendida al cargo de directora general de Educación en 1989 y se desempeñó hasta 1990. Regresó a la Oficina de Estudios y Planificación como Directora de 1993 a 1995 y asumió como directora general de Educación Primaria y Secundaria en 1997. De 2008 a 2009, fue profesora en la Universidad Jean Piaget de Cabo Verde y en 2010 y 2011 de la Universidad de Cabo Verde.
En 2012, se convirtió en técnica del programa nacional de ONU Mujeres en Cabo Verde. El 5 de mayo de 2016, fue nombrada Ministra de Educación y Ministra de Familia e Inclusión Social. Renunció el 4 de diciembre de 2020. Trabajó en el Instituto Caboverdiano para la igualdad y la equidad de género (ICIEG).